# Puttin’ on the Style
Puttin’ on the Style – wydany w 1978 roku album muzyczny, który stanowił "comeback" (powrót na scenę) Lonniego Donegana. W jego nagraniu udział wzięli m.in.: Brian May (który zagrał na gitarze w utworze "Diggin' My Potatoes"), Elton John, Ringo Starr, Ron Wood, Leo Sayer i inni artyści rocka.

## Lista utowrów
1. Rock Island Line
2. Have a Drink on Me
3. Ham & Eggs
4. I Wanna Go Home
5. Diggin' My Potatoes
6. Nobody's Child
7. Puttin’ on the Style
8. Frankie & Johnny
9. Drop Down Baby
10. Lost John